# Роботи світанку
«Роботи світанку» (англ. The Robots of Dawn) — науково-фантастичний роман, детектив американського письменника Айзека Азімова, вперше опублікований у 1983 році. Це третій роман в серії «Роботи».
Він був номінований на премії премію Г'юґо і Локус в 1984 році.

## Сюжет
Детектив Ілля Бейлі з сином на Землі навчаються переборювати соціально вкорінену агорафобію.
Потім робототехнік доктор Хан Фастольф запрошує його на свою планету Аврора, де він повинен провести розслідування злочину, в скоєнні якого звинувачують доктора Фастольфа.
Один з двох людиноподібних роботів доктора Фастольфа (тобто, подібний на Деніела Оліво) Джандер Пенел був знищений командою, що призвела до вимикання його мозку. 
Доктор Фастольф лідер партії гуманістів — прихильників надання підтримки землянам для їх галактичної експансії. Партія глобалістів (прихильники колонізації галактики виключно спейсерами за допомогою роботів) звинувачує його в навмисному знищенні цінного робота для перешкоджанню планам жителів Аврори.
Доктор Фастольф є найкращим робототехніком Аврори і самовпевнено заявляє, що тільки він має необхідне уміння для того щоб вимкнути мозок робота, але стверджує, що не робив цього.
Детектива Бейлі в польоті на Аврору супроводжують два роботи доктора Фастольфа: Даніел Оліво та Жискар Ревентлов.
На Аврорі детектив допитує Гледію Дельмар родом із Солярії (див. «Оголене сонце»), робот Джандер був її домашнім працівником і Гледія мала таємні сексуальні стосунки з ним.
Далі Бейлі допитує доньку Фастольфа Василію. Василія стверджує, що її батько є монстром, який дозволяє собі робити будь-які досліди для дослідження поведінки людей, які йому необхідні для розвитку своєї науки — психоісторії, що може передбачати майбутнє людства. Це включає в себе вбивство Джандера, яке допоможе йому отримати деякі відповіді із поведінки Гледії.
Василія також хоче повернути робота Жискара, який був її нянькою.
Бейлі допитує Сантрікса Греміоніса, який має нерозділені почуття до Василії та Гледії. Греміоніс заперечує свою причетність до вбивства. Бейлі розуміє, що Василія маніпулювала Греміонісом, щоб перенаправити його любовні почуття на Гледію.
Бейлі допитує головного політичного супротивника Фестальфа голову інституту робототехніки Келдіна Амадейро.
Амедейро пояснює, що людиноподібні роботи є невід'ємною частиною їх запланованої колонізації галактики, для подальшого комфортного розселення спейсерів. І в цих планах немає місця для землян.
Доктор Фестальф єдиний, хто може конструювати таких роботів. І знищення ним власного робота є диверсією проти планів аврорців.
По дорозі назад роботи Амадейро переслідують їх, щоб захопити Даніела Оліво, але йому вдається втекти.
Наступного дня, Бейлі має зустріч із головою уряду, Фастольфом та Амадейро.
Під час зустрічі Бейлі доводить, що Амадейро знав про таємний зв’язок між Гледією та роботом Джандером, про який не знав більше ніхто. Він звинувачує, що Амадейро дізнався про це від Джандера.
Також що Амадейро попросив Василію закохати Греміоніса в Гледію, щоб той запрошував її на часті прогулянки наодинці, а в цей час Амадейро мав можливість ставити питання Джандеру через голографічний телезв’язок. Питання дозволили б Амадейро зрозуміти конструкцію мозку Джандера, і самому створити людиноподібного робота. Мабуть, ці хитрі запитання спричинили пошкодження позитронного мозку Джандера.
Під тиском доказів Амадейро признає поразку і погоджується на політичні умови Фастольфа.
Бейлі таємно має ще одного підозрюваного. В ході свого розслідування, він зауважив, що робот Жискар багато разів діяв, ніби він знав, що думають інші.
В розмові наодинці Жискар визнає це. Василія несвідомо надала йому цю можливість під час експериментів з ним у дитинстві. Використовуючи знання отримані з розуму Фастольфа, Жискар зупинив мозок Джандера, щоб зірвати спробу Амадейро по створенню людиноподібних роботів.